# 173086 Nireus
173086 Nireus è un asteroide troiano di Giove del campo greco. Scoperto nel 2007, presenta un'orbita caratterizzata da un semiasse maggiore pari a 5,1326150 UA e da un'eccentricità di 0,0953521, inclinata di 17,50275° rispetto all'eclittica.
L'asteroide è dedicato al personaggio della mitologia greca Nireo, re dell'isola di Simi.